# Joachim Chreptowicz
Joachim Chreptowicz armoiries Odrowąż (4 janvier 1729 – 4 mars 1812), grand secrétaire de Lituanie, maréchal du tribunal de Lituanie, et grand chancelier de Lituanie, écrivain, poète. Il est membre du Conseil permanent et de la Commission de l'Éducation Nationale, fervent supporter de la Confédération de Targowica.

## Sources
- (en) Cet article est partiellement ou en totalité issu de l’article de Wikipédia en anglais intitulé « Joachim Chreptowicz » (voir la liste des auteurs).

- (pl) Cet article est partiellement ou en totalité issu de l’article de Wikipédia en polonais intitulé « Joachim Chreptowicz » (voir la liste des auteurs).